# Bent Christensen (amatørhistoriker)
 For alternative betydninger, se Bent Christensen. (Se også artikler, som begynder med Bent Christensen)
Bent Christensen er en dansk amatørhistoriker og forfatter. 
Hans engelske bog om en tysk faldskærmsdivision under 2. Verdenskrig skulle have været udgivet på dansk af Gyldendal i 2009, men efter kritik trak forlaget bogen tilbage.
Civilt arbejder Christensen som controller på Fyn. 
Den 7. oktober 2009 skulle Christensens bog De grønne Djævle. Den tyske 1. faldskærmsdivision under 2. verdenskrig udgives af Gyldendal, men forlaget stillede i første omgang udgivelsen i bero efter en hård kritisk anmeldelse, og den 27. oktober besluttede forlaget at droppe udgivelsen.
Bent Blüdnikow havde den 30. september anmeldt Christensens bog i Berlingske Tidende og kaldt den "farlig og forløjet", idet bogen efter Blüdnikows opfattelse hyldede de tyske soldater og beskrev soldaterne som ofre, uden at bogen indeholdt nogen omtale af de veldokumenterede overgreb, som soldaterne udsatte den græske civilbefolkning for.
Også historikeren Henrik Lundtofte var kritisk.
I en omtale udgivet efter tilbagetrækkelsen skrev Per Pilekjær for Nordjyske.dk at "bogen rummer utallige vanvittige påstande, som afslører forfatterens enten manglende indsigt og overblik eller lyst eller vilje til at fortælle, hvad vi ved."
Til grund for at droppe udgivelsen gav Gyldendal at bogen "forherliger den tyske krigsindsats", at "jægerkorpsets henrettelser på Kreta ikke nævnes" og at "jægerkorpset ikke sættes i sammenhæng med den øvrige tyske krigsmaskine".
Bent Christensen var planlagt til at optræde i en samtale med Adam Holm på BogForum den 14. november. 
Dette indslag i programmet blev aflyst.
Christensens bog er tidligere udgivet på engelsk i to bind af det amerikanske forlag Schiffer Books.
Dette er sket under navnet Ben Christensen.
Sagen om Bent Christensens De grønne Djævle kom som den anden omstridte bogudgivelse om en eliteenhed i efteråret 2009: 
Bogen Jæger – i krig med eliten om de danske jægersoldaters krigsindsats i Afghanistan havde i september skabt røre, og blev udgivet af People's Press mindre end en uge før De grønne Djævle skulle have været udgivet.

## Henvisning
1. 1 2  Søren Kassebeer (27. oktober 2009). "Gyldendal dropper omstridt bog/Gyldendal dropper nazi-bog". Berlingske Tidende. Hentet 1. november 2009. (Online titlen er "Gyldendal dropper nazi-bog", mens den trykte udgave har titlen "Gyldendal dropper omstridt bog")
2. ↑  Bent Blüdnikow (30. september 2009). "Farlig og forløjet heltebog om tyske soldater i krig". Berlingske Tidende.
3. 1 2  Carsten Andersen (2. oktober 2009). "Gyldendal trækker nazibog tilbage". politiken.dk.
4. ↑  Per Pilekjær (1. november 2009). "Må tabere have helte?". Nordjyske.dk.{{cite news}}:  CS1-vedligeholdelse: url-status (link)
5. ↑  "Bogforum 2009 Program". Arkiveret fra originalen 10. november 2009. Hentet 29. oktober 2009.
6. ↑  "The 1st Fallschirmjäger Division in World War". Shiffer Books. Arkiveret fra originalen 9. december 2007. Hentet 29. oktober 2009.